# Root Double: Before Crime * After Days
Root Double: Before Crime * After Days (яп. ルートダブル -Before Crime * After Days-) — японский визуальный роман, разработанный студиями Regista и Yeti. Выпуск состоялся в 2012 году для игровых приставок Xbox 360 и PC-совместимых компьютеров на операционной системе Windows. Позже была выпущена обновлённая версия с новыми концовками под названием «Xtend Edition» для PlayStation 3 и PlayStation Vita в 2013 и 2014 годах. В 2016 году компания Sekai Project выпустила английскую версию игры для Windows, а версия для PlayStation Vita была выпущена в Северной Америке в 2018 году. Также игра планируется к выпуску позднее в Европе.

## Восприятие
Root Double была хорошо принята критиками. Игра стала 15-й самой продаваемой компьютерной игрой в Японии в течение недели после её выпуска. За это время было продано 5450 копий, а в конце 2012 года игра занимала 350-ю позицию в списке самых продаваемых игр Японии с отметкой в 6599 проданных копий. Версия для PlayStation 3 стала 392-й игрой по уровню продаж в Японии в 2013 году, продав 2567 копий. Версия игры для Steam, по оценкам, насчитывала 26 200 игроков к июлю 2018 года.